# Danturare
Danturarea este un  proces de prelucrare prin așchiere pentru generarea dinților unor roți dințate. Pentru realizarea danturii roților dințate este necesar să se rezolve două probleme tehnice: generarea curbei generatoare; generarea curbei directoare. In funcție de modul în care este generat flancul dintelui (modul de obținere a curbei generatoare) se deosebesc două variante: a) generatoare materializată pe muchia așchietoare a sculei sau pe un portprogram; în acest caz se realizează danturarea prin copiere; b) generatoare cinematică; această variantă constituie danturarea prin rulare. La danturarea prin copiere, dinții se obțin prin divizare discontinuă, iar la danturarea prin rulare - prin divizare continuă.
Curba directoare (forma dintelui pe lățimea roții) este determinată de forma dinților pe lățimea cremalierei de referință - pentru roți dințate cilindrice, respectiv pe roata plană imaginară - pentru roți dințate conice.

## Procedee de danturare
Danturarea prin copiere se bazează pe materializarea curbei generatoare a flancului dintelui (o evolventă) pe muchia așchietoare a unei scule profilate: freză disc modul, freză deget modul, cuțite profilate de mortezat, broșe profilate; în această categorie se include și copierea unei curbe (evolventa) de pe un șablon. Curba directoare se obține pe cale cinematică, prin mișcările de așchiere.
Frezarea cu freză disc modul a roților dințate cilindrice. Profilul tăișurilor sculei se execută identic cu golul dintre dinții roții de prelucrat. Dinții frezei sunt detalonați și au unghiul de degajare nul. În cazul dinților drepți ai roții dințate, directoarea este o dreaptă, descrisă prin mișcarea rectilinie executată fie de piesă, fie de sculă. Pentru roți dințate cu dinți înclinați, directoarea este o elice care se obține prin combinarea a două mișcări interdependente: o mișcare rectilinie executată de piesă sau sculă, corelată cu o mișcare de rotație executată de piesă. După terminarea prelucrării unui gol dintre dinți, urmează divizarea discontinuă prin rotirea piesei cu unghiul 360o/z (z- numărul de dinți ai roții).
Prelucrarea se face pe mașini de frezat universale, echipate cu cap divizor. Pentru producția de serie a roților mici și pentru executarea roților mari se folosesc mașini de frezat speciale, cu ciclu de lucru automat.
Frezarea cu freză deget modul. Mișcările necesare danturării sunt aceleași ca și în cazul danturării cu freza disc modul. Frezele deget modul sunt utilizate la prelucrarea danturilor în V, precum și pentru roțile dințate cilindrice cu modul mare, peste 20 mm, sau atunci când din motive de gabarit nu se poate prelucra cu freza disc.
Danturarea prin rulare. Se poate realiza: prin frezare cu freză melc modul; prin mortezare cu cuțit-roată de mortezat; prin mortezare cu cuțit-pieptene.
Frezarea cu freză melc modul (engleză hobbing) este superioară prelucrării prin copiere, atât datorită productivității ridicate, cât și datorită preciziei de pas și de profil a danturii. Freza melc corespunde, în principiu, unui melc cilindric, la care tăișurile sculei iau naștere prin canale longitudinale frezate normal pe elicea melcului. În timpul prelucrării roții dințate are loc o mișcare de rotație a roții-piesă, corelată cu mișcarea de rotație a frezei melc, acestea constituie așa-numita mișcare de rulare, efectuată de lanțul cinematic de rulare al mașinii de danturat cu freză melc. În afara acestor două rotații, mai sunt necesare o mișcare de avans axial al sculei pe direcție paralelă cu axa piesei, pentru realizarea lățimii dinților și o mișcare de avans radial la începutul ciclului de lucru, pentru pătrundere până la obținerea înălțimii dinților. Această frezare cu freză melc se realizează pe mașini speciale de danturat. Caracteristica principală a procedeului este că divizarea este continuă, fiind asigurată de mișcarea de rulare.
Mortezarea cu cuțit-roată. Principiul prelucrării danturii cu cuțit-roată se bazează pe generarea profilului evolventic al dinților cu cuțit-roată care se află în angrenare cu roata dințată de prelucrat. Flancurile dinților roții prelucrate se obțin ca o înfășurătoare a pozițiilor succesive ocupate de flancurile dinților cuțitului-roată în timpul angrenării cu roata danturată. Cuțitul-roată este, din punct de vedere geometric, o roată dințată căreia i s-au imprimat proprietăți așchietoare, prin practicarea unor suprafețe conice interioare pentru suprafața de degajare (care asigură obținerea unui unghi de degajare pozitiv) și printr-o formă evolventoidală-elicoidală a suprafeței de așezare a dinților așchietori. Cuțitele-roată au dinți drepți pentru roțile dințate cilindrice cu dinți drepți, respectiv dinți înclinați pentru roțile cu dinți înclinați.
Danturarea prin mortezare cu cuțit-roată se folosește pentru degroșarea și finisarea dinților roților dințate cu angrenare exterioară cu dinți drepți, înclinați sau în V, în cazurile când frezarea cu freză melc nu poate fi aplicată, de exemplu pentru  blocuri de roți dințate cu spațiu mic pentru ieșirea sculei între coroanele dințate învecinate, De asemenea, se aplică pentru danturi interioare, pentru cremaliere și sectoare dințate.
Mortezarea cu cuțite-pieptene. Danturarea roților dințate cilindrice cu dinți drepți, înclinați sau în V se poate realiza cu un cuțit-pieptene, tip cremalieră așchietoare. Acest procedeu face parte din categoria proceselor de danturare prin rulare, însă este necesară o divizare discontinuă, după mortezarea fiecărei grupe de dinți. Un cuțit-pieptene este, de fapt, un segment de cremalieră, care are proprietăți așchietoare, obținute prin practicarea unor unghiuri de așezare și de degajare. Cuțitul- pieptene are profilul rectiliniu și materializează cremaliera generatoare, este ușor de executat și precis în comparație cu frezele melc, însă mașinile-unelte sunt mai complicate, datorită necesității unui lanț cinematic de divizare discontinuă. După modul de generare a flancului evolventic al dinților, mașinile de danturat cu cuțit-pieptene se împart în două grupe:
a) mașini care lucrează pe principiul generării evolventei prin rulare cu dreaptă mobilă și cerc de bază rotitor (tip Parkinson); la aceste mașini, mișcările rectilinii-alternative ale sculei sunt în plan orizontal;
b) mașini care lucrează pe principiul generării evolventei prin rulare cu dreaptă fixă și cerc de bază deplasabil, de tip Maag. La aceste mașini, mișcările rectilinii-alternative ale sculei se realizează în plan vertical.
Procedeul de mortezare cu cuțit-pieptene se folosește mai frecvent pentru roți dințate cu module mari.

### Danturarea roților melcate
Dantura roților melcate cilindrice se poate executa prin trei procedee de frezare: a) frezare cu freză melc cu avans radial; b) frezare cu freză melc cu avans tangențial; c) frezare cu cuțit rotativ (cuțit „zburător”). Denumirile procedeelor de frezare cu freză melc cu avans radial, respectiv tangențial provin de la direcțiile mișcării avansului de pătrundere a frezei melc în roata semifabricat, pentru realizarea înălțimii golului dintre doi dinți. Melcul sculă trebuie să corespundă dimensional cu melcul din angrenajul melcat, atât în ceea ce privește tipul melcului (arhimedic, evolventoidal sau convolut) cât și ca diametru și pas. Numărul de începuturi ale sculei melc trebuie să coincidă cu numărul de începuturi ale melcului piesă. Danturarea se execută pe mașini de frezat dantură prin rulare, la care se reproduce angrenarea șurubului melc, identificat prin freza melc, cu roata melcată de danturat.
La varianta de frezare cu avans tangențial este necesară o freză melc de construcție specială, prevăzută cu un con de atac pe o lungime de 2,5...3 pași, pe parcursul căruia înălțimea dinților crește de la zero până la valoarea nominală. Conul de atac al frezei realizează frezarea de degroșare a dinților roții melcate, iar partea cilindrică a frezei melc produce frezarea de finisare a dinților.
Frezarea roților melcate cu cuțit rotativ este un procedeu care se utilizează în cazul în care trebuie executată o singură roată melcată sau un număr redus de roți, precum și la activități de reparații, având în vedere că nu mai este necesară o freză melc - sculă scumpă. Cuțitul rotativ este un cuțit din oțel rapid sau armat cu plăcuță din carburi metalice, executat dintr-o bucată cu coada sa, încastrată în orificiul unui dorn rotativ, astfel încât tăișurile cuțitului să fie conținute într-un plan axial al dornului. Frezarea cu cuțit rotativ este un procedeu precis de danturare, însă dezavantajele acestui procedeu sunt productivitatea scăzută și durabilitatea scăzută a cuțitului rotativ unic.

## Danturarea roților dințate conice
Danturile conice cu dinți drepți sau înclinați se pot prelucra prin mai multe procedee care pot fi împărțite în două categorii: a) procedee de prelucrare prin copiere, la care se folosesc scule profilate: freze disc profilate,freze deget modul, broșe circulare sau la care are loc copierea unei curbe (evolventa) de pe un șablon, prin rabotare; b) procedee de prelucrare prin rulare, la care se realizează generarea cinematică a profilului golului dintre dinți: frezarea prin rulare cu două freze disc, rabotare cu două cuțite prin rulare.
Frezarea  cu freza disc modul. Roțile dințate conice cu dinți drepți au pasul și modulul variabil pe lungimea dintelui, de aceea frezarea cu freză disc produce erori importante ale profilului dintelui, motiv pentru care acest procedeu se aplică numai pentru roți de mică importanță, cu precizie redusă, cu module mici. Freza disc modul se alege corespunzător modulului minim de la capătul cu diametru mic al roții de danturat.
Frezarea cu freza deget modul se aplică pentru roți conice cu diametre mari, până la 5000 mm și module până la 50 mm, cu precizie mică, cu dantură dreaptă, spirală sau în V.
Broșarea cu broșă circulară (denumirea comercială procedeul Revacycle) se utilizează la fabricația de masă a roților conice cu dinți drepți, cu modulul m ≤ 7, care funcționează la viteze mici. Mașinile folosite sunt mașini speciale, complet automatizate, iar procedeul se folosește în principal pentru roțile mecanismului diferențial al tractorului sau autocamionului.
Rabotarea prin rulare a danturii conice cu dinți drepți sau înclinați se bazează pe reproducerea angrenării roții conice de danturat cu roata plană imaginară (roata generatoare) care definește angrenajul conic respectiv. Flancurile dinților roții plane generatoare sunt materializate prin mișcările de rabotare, rectilinii-alternative, ale cuțitelor de rabotat.
Există două procedee de rabotare prin rulare : procedeul Bilgram de rabotare cu un cuțit (în prezent, rar folosit, din cauza productivității reduse); procedeul Gleason de rabotare cu două cuțite. În timpul rulării roții conice de danturat pe roata plană imaginară, cele două cuțite execută mișcări rectilinii-alternative de rabotare, care generează flancurile plane opuse ale dintelui roții plane imaginare. Deoarece profilul dintelui roții plane imaginare generatoare este trapezoidal (ca la o cremalieră), cuțitele de rabotat au muchii așchietoare rectilinii.
Frezarea prin rulare cu două freze disc. La acest procedeu se folosesc două freze disc întrepătrunse, cu diametre mari, care prelucrează prin frezare un gol dintre dinți. Dantura poartă denumiri specifice comerciale în funcție de tipul mașinii-unelte: Konvoid, Coniflex, Spheroid etc.
Procedee de finisare a danturii. Dantura roților dințate poate fi finisată, după danturare, prin șeveruire, rulare, rectificare, rodare sau lepuire.